# 金曜10時!うわさのチャンネル!!
『金曜10時!うわさのチャンネル!!』（きんようじゅうじ うわさのチャンネル）は、日本テレビ系列局で放送された日本テレビ製作のバラエティ番組。和田アキ子とタモリが最初に共演した番組でもある。製作局の日本テレビでは1973年10月5日から1979年6月29日まで、毎週金曜 22:00 - 22:54 (JST) に生放送。遅れネット局では録画放送。

## 番組開始の経緯
当初この時間帯では、渡辺プロ制作による第2の『シャボン玉ホリデー』と言えるバラエティ番組の放送を予定していたが、月曜20時台の番組を巡っての日本テレビと渡辺プロの対立（→それに関連する記述）によって頓挫。再度企画を練り直して生まれたのがこの番組である。
この渡辺プロとの抗争の矢面に立った井原高忠が制作（チーフプロデューサーと同義）で参加。井原がスタッフに「この番組は何が何でも当てろ!」と猛烈にハッパを掛け、当時のバラエティ番組としては類の無い型破りでエネルギッシュなものとなった。

## 番組の歴史
初回（1973年10月5日放送分）の視聴率は4.7%だったが、和田アキ子とザ・デストロイヤー、せんだみつおらの掛け合いが人気となり、1か月も経つと20%を突破。井原は後年「この番組がヒットして正直ホッとして胸をなで下ろした」と述懐している。
全盛期には視聴率30%を超える人気番組となったが、和田が「ゴッド姉ちゃん」のイメージが定着してしまったのを嫌ったことや、歌手に専念したいとの意向で日本テレビへ強引に降板を申し入れたことから、1978年春で降板。しかし和田はその後1978年12月から裏番組の時代劇『翔べ! 必殺うらごろし』（朝日放送制作・テレビ朝日系）にレギュラー出演した。この一件が原因で以後2年間、和田は日本テレビへの出入りが禁止されるなど、両者は折り合いが悪くなった（後に和解）。
和田と並ぶ番組の顔であったせんだも、同年末で病気療養による長期芸能活動停止に伴い、番組に出ない期間が生じた。
両者が番組から消えた後は、千昌夫を中心に和田メインの頃からのレギュラーであるタモリ・木の葉のこのほか所ジョージや轟二郎らが千のサポートに回るような形で放送を続けたものの、この頃より番組の人気が急激に低迷。さらには徳光和夫が『ズームイン!!朝!』（1979年3月開始）の総合司会に就任するため降板したことも相俟って視聴率が下落し、同年秋の改編を待たずに打ち切りとなった。
本番組は、同局の人気オーディション番組『スター誕生!』の出身歌手たちをサポートする役割も果たしていた。また、ほとんどの期間においてはモノラル放送だったが、1978年9月29日放送回から最終回まではステレオ放送で行われていた。

## 番組内容

### アコのゴッド姉ちゃん
このコーナーは、和田アキ子が、ガキ大将的存在の「ゴッド姉ちゃん」に、せんだみつお、ザ・デストロイヤー（なぜかドイツ軍兵士のヘルメットを被っている）らが、仲間の悪ガキどもに扮したメインコーナー。
和田は連中をひたすらののしり、ハリセンでどつき倒したが、犬やヘビには弱く、せんだらがたまにダレ犬をけしかけて逆襲したり、ザ・デストロイヤーがヘビのおもちゃを出して和田に悲鳴を上げさせたりする場面もあった。この番組への出演を機に、和田の「姉御肌」のキャラクターが定着した。
このコーナーの中で、ゲストがザ・デストロイヤーに4の字固めをかけられて悶絶することがよくあったが、それがきっかけでブレイクしたタレントも多い。当時日本テレビアナウンサーの徳光和夫はそれまではスポーツ関係のアナウンサーという印象でしかなかったが、このコーナー出演をきっかけにバラエティへも進出し、後の「おもしろまじめ」で小林完吾と共演するきっかけにもなっている。また、ガッツ石松がまだ現役のプロボクシング世界チャンピオンの時にこのコーナーに出演して、「ぼくさーボクサーなの」というギャグを発していた。

### 三日月刑事・暁にほえろのコーナー
警察の取調室のコント。
山城新伍扮する三日月刑事が、毎回謎の容疑者役であるせんだみつお（謎の中国人・萬 江仙、自称コウダ氏など）を取り調べて、痴漢満五郎という名の正体を暴くコーナー。せんだが「言えねぇ、言えねぇ、もう言えねぇ。」と取り調べ途中でシラを切るのがお約束だった。

### ダイヤモンドチャレンジ
視聴者が電話で参加するおいちょかぶ。コーナー担当はせんだみつお。
上段に表になっているトランプ札が5枚、さらに中段には裏になっている札が5枚あった。せんだは5人の参加者に1人ずつ「いりませんか?」と問い掛け、「いります」と相手が言ったら3枚目を出し、「いりません」と言ったらそのまま。そして、せんだの「とんがれ、とんがれ、とんがれェーッ」の声で裏向きの札をオープンし、点数を出していった。点数の1桁目が「9」か「9」に近い者が優勝となり、ダイヤモンドの指輪を獲得できた。

### タモリのなんでも講座
サングラスではなくアイパッチを着用していた頃のタモリが、毎回怪しげな芸をふんだんに披露していたコーナー。
コーナー冒頭には「たーんたんタモリーの、考えてま～すよ～！デューワー！」というテーマ曲が流れていた。4ヶ国語麻雀、中洲産業大学のタモリ教授（もともとはオールナイトニッポンの企画）、タモリ神父、イグアナの物真似など、いわゆる『密室芸』が披露されていた。構成を担当していた源高志によれば、「シャイな性格のタモリは単独のほうがいい」との判断で、看板コーナーだった「アコのゴッド姉ちゃん」には参加させず、出演当初から単独のコーナーを持たせたとのこと。

### ザ・ベストスリー
歌のコーナー。毎回週替わりの企画に沿って構成されていた。

### パツキン女学院
千昌夫がメインで金髪の若い女性にいろいろレクチャーする、アクト講座。

### ザ・ニュースコミック!
末期において徳光和夫が担当していたニュース風のコントコーナー。
徳光はその後、1979年3月から『ズームイン!!朝!』を担当することになったため、小山田春樹（当時日本テレビアナウンサー）と交代した。小山田は毎週、「以上で、デタラメニュースを終わります」と言ってコーナーを終わらせた。

### エンディング
女性レギュラーが持ち歌を披露するが、バックにレギュラーやゲストが歩く場面が合成される。その後バックにレギュラー・ゲストが女性レギュラーの振り真似をする場面が合成されて、番組は終わる。

## レコード
- うわさの小唄（歌：栗咲ジュン、1975年） - B面「音頭 No.5」
  - 作詞：阿久悠、作曲：市川昭介、編曲：矢野立美

- もしも音頭（歌：栗咲ジュン、1975年） - B面「はたちの渡り鳥」
  - 作詞：阿久悠、作曲：市川昭介、編曲：馬場良

- ブギウギ小唄（歌：五月みどり、1975年） - B面「あなた見かけより可愛いね」
  - 作詞：阿久悠、作曲：市川昭介、編曲：小杉仁三

- うわさのベースボール 巨人編（歌：葵三音子、1976年） - B面「うわさの音頭」
  - 作詞：阿久悠、作曲：市川昭介、編曲：佐々永治

- いち抜けた（歌：牧村三枝子、1977年） - B面「お酒いかが」
  - 作詞：阿久悠、作曲：穂口雄右、編曲：高田弘

- マグネット・ジョーに気をつけろ（歌：ギャル、1978年）
  - 作詞：阿久悠、作曲：川口真、編曲：馬飼野康二 - 1978年頃の番組終盤に使用。2012年には星屑スキャットがカバーした。

## 出演者

### レギュラー
- 和田アキ子(番組のメイン格。1978年3月まで）
- せんだみつお（開始〜終了まで ※途中、病欠期間あり）
- ザ・デストロイヤー（プロレスラー、開始〜1978年まで）
- 湯原昌幸（開始〜1977年3月まで）
- あのねのね（清水國明・原田伸郎、開始〜1976年9月まで）
- 山城新伍（1977年4月〜1978年まで）
- 千昌夫（1978年4月より和田の後継メイン格として番組終了まで出演）
- タモリ（1976年10月〜終了まで）
- 泉ピン子
- 所ジョージ（1978年〜終了まで）
- マギー・ミネンコ（開始〜1975年まで）
- シェリー（1975年〜1977年まで）
- ケイ（1975年1月24日放送から）[注釈 3]
- 木ノ葉のこ（1977年〜終了まで）
- 五月みどり（1976年頃に出演）
- ラビット関根
- 魁三太郎
- 轟二郎
- 小坂まさる
- 笑福亭鶴瓶
- 塚田三喜夫
- 伊藤一葉
- チャダ
- 清水クーコ
- スッパヌキ仮面[5]
- ダレ犬（マスコット犬）

### 準レギュラー
- 徳光和夫（日本テレビアナウンサー(当時)）
- 小山田春樹（日本テレビアナウンサー(当時)）
- ガッツ石松（プロボクサー(当時)）
- ずうとるび
- ほか

## スタッフ
- 企画：阿久悠
- 制作（チーフ・プロデューサー）：井原高忠、笈田光則
- プロデューサー：笈田光則、花見赫、原薫太郎
- 演出：赤尾健一
- ディレクター：面高昌義、棚次隆、森下泰男
- 作・構成：城悠輔、出倉宏、石畑俊三郎、鵜沢茂郎、源高志、水谷龍二
- テーマ曲演奏：高橋達也と東京ユニオン
- 制作協力：田辺エージェンシー
- 製作著作：日本テレビ

## ネット局と放送時間
- 日本テレビ系列各局
- 系列局によっては時差放送になっていたため、特記が無い限り題名から「金曜10時!!」のクレジットを外して単に「うわさのチャンネル!!」と表示していた。
- 以下は時差ネット局。
  - 青森放送：土曜 23:45 - 24:45（1974年10月5日から）[6]
  - テレビ岩手：土曜 22:00 - 22:55（1974年4月6日から）[7] → 土曜 12:00 - 12:55（1977年9月時点）[8]
  - 秋田放送：土曜 23:45 - 0:40（1974年9月時点・1977年9月時点）[9]
  - 山形放送：木曜 17:30 - 18:25（1974年9月時点、1975年3月時点）[10]
  - ミヤギテレビ：土曜 23:45 - 24:45（1974年4月15日 - 1975年9月）→ 同時ネット（1975年10月から）[11]。
  - 福島中央テレビ：土曜 23:45 - 24:45（1974年4月 - 1975年9月）[12]
  - 北日本放送：土曜 23:00 - 23:55[13]
  - 福井放送：土曜 23:45 - 0:40[13]
    - 北日本放送、福井放送とも当時金曜22時台の時間帯に『ナショナル劇場』を時差ネットしていたため、こちらも時差ネットだった[13]。

  - 石川テレビ（フジテレビ系列局）：土曜 23:45 - 0:40（1975年12月時点）[14]。
  - 長野放送（フジテレビ系列局）：土曜 23:47 - 24:42（1974年9月時点）[15] → 日曜 10:00 - 10:55（1977年9月時点）[16]
  - 山梨放送：土曜 23:45 - 0:40（1975年12月時点）[17]
  - テレビ静岡（フジテレビ系列局）：土曜 23:45 - 0:40（1974年4月 - 1974年9月）→ 日曜 12:00 - 12:54（1974年10月 - 1975年9月）→ 日曜 13:00 - 13:54（1975年10月 - 1976年2月29日で一時放送打ち切り）[18] → 土曜 13:00 - 13:55（その後ネット再開。1977年9月時点）[19]
    - 当時は静岡県に日本テレビ系列局がなかった時代。
    - 静岡第一テレビではサービス放送期間の1979年6月29日に最終回のみ放送された。

  - 中京テレビ：土曜 23:45 - 0:40（1973年10月 - 1975年3月）→ 土曜 17:00 - 17:55（1975年4月 - 1975年9月）→ 土曜 23:45 - 0:40（1975年10月 - 1979年6月）[20]
    - 当時金曜22時台の時間帯に東京12チャンネル（現在のテレビ東京）の『プレイガール』→『大江戸捜査網』を放送していたことから、時差ネット。

  - 日本海テレビ：土曜 23:45 - 24:45（1974年9月時点）[21]
  - 広島テレビ（1975年9月まで日本テレビ系列とフジテレビ系列のクロスネット局）：土曜 23:45 - 24:45（1974年9月時点）[22] → 土曜（金曜深夜）0:20 - 1:15（1975年9月時点）[23]→ 同時ネット（テレビ新広島開局後の1975年10月から）
    - クロスネット局時代は金曜22時台の時間帯に『ゴールデン洋画劇場』（21:00 - ）をフジテレビと同時ネットしていたため。

  - 山口放送：土曜（金曜深夜）0:25 - 1:25（1977年9月時点）[24]
  - テレビ愛媛（愛媛県では、日本テレビ系列の南海放送が事実上TBS系列とのクロスネット状態で本来の時間帯に『ナショナル劇場』を時差ネットしていたため、フジテレビ系列のテレビ愛媛で放送された[25]。）
  - 高知放送：土曜 23:45 - 24:45（1974年9月時点、1975年12月時点）[25]
  - テレビ長崎：日曜 22:30 - 23:30（1977年9月時点）[26]／木曜 16:00 - 17:00に放送していた時期あり。
  - テレビ大分：日曜 22:30 - 23:30[25]
  - テレビ熊本（当時フジテレビ系列・テレビ朝日系列・日本テレビ系列のクロスネット局）：金曜 24:25 - 25:25／土曜 23:45 - 24:45（1974年9月・1977年9月時点）[27][26]
    - 当時金曜22時台の枠ではフジテレビの『ゴールデン洋画劇場』（21:00から）を同時ネットしていたため。

  - テレビ宮崎（フジテレビ系列・テレビ朝日系列・日本テレビ系列のクロスネット局）：日曜（土曜深夜）0:15 - 1:10（1974年9月時点）[28]
  - 南日本放送（TBS系列）：月曜 22:00 - 22:55（1974年9月時点[28]、1976年3月まで放送していた[29]）
  - 沖縄テレビ（フジテレビ系列）：土曜23:45 - 24:45（1974年9月時点）[30]